# Suseån
Suseån rinner genom ett flertal samhällen i Halmstads och Falkenbergs kommuner i Halland. Området kring Suseån domineras främst av jordbruk. Längs ån finns flera naturreservat.

## Historia
Suseån har från början varit en ganska krokig å, men har av människans hand rätats ut för att undvika översvämningar som tidigare ofta förekom. Ända sedan slutet av 1800-talet hade människorna runt ån försökt få tillstånd till en rätning av ån. Med baron Gustaf Hermelin på Fröllinges stöd lyckades man slutligen få tillstånd till en rätning 1955. Själva rätningen började inte förrän 1958, och den nya ån invigdes 1960. Projektet hade kostat omkring två miljoner kronor, men staten bidrog med 40 % av kostnaden. Resten betalade de omkring 100 markägare som ägde mark runt ån. Rätningen blev lyckad och man kunde bruka mycket ny mark. Sträckan som ursprungligen var 2,8 mil hade nu blivit förkortad till 1,5 mil.

## Biologi

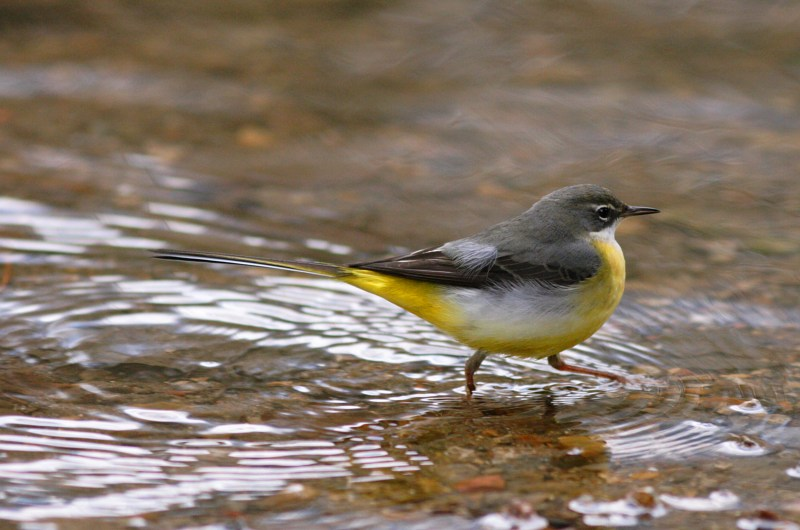
Forsärla

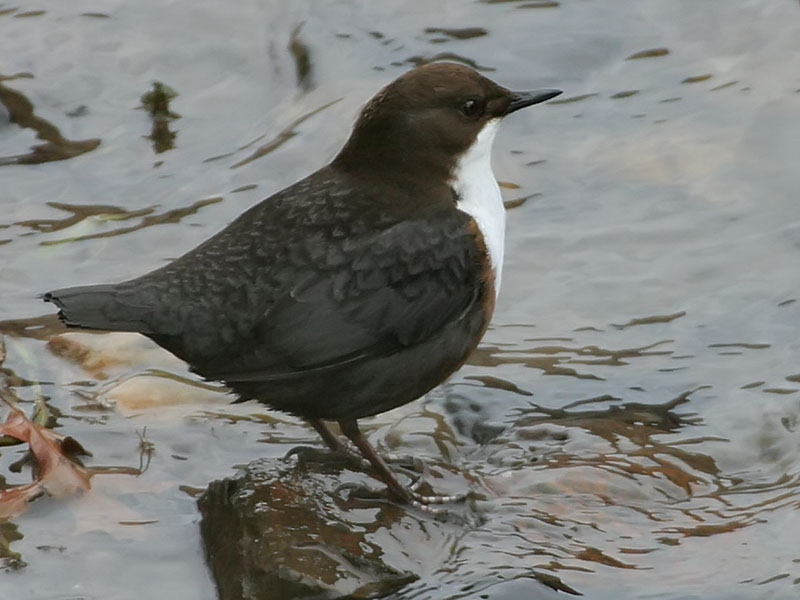
Strömstare

Suseåns kanter består av sand eller lera, och är ofta överväxta av gräs eller träd. Längs med Suseån växer alla möjliga träd, men de träd man ser mest av är björk, al och sälg. Suseån rinner ifrån Stora Ävsjön, som ligger 7–8 km norr om Knobesholm, till Grimsholmen, något söder om Falkenberg, där den mynnar i Kattegatt. Suseån är grund, men vattendjupet varierar beroende på mängden nederbörd.
Suseån får sitt tillflöde från vattendrag som når den halländska kustslätten via sprickdalar i sydsvenska höglandet. Norr ifrån kommer Mostorpsån och Hovgårdsån och från söder rinner Slissån. Dessa båda grenar rinner samman mellan Slöinge och Getinge och bildar Suseån. 
Ån rinner rakt genom Getinge samhälle. I vattnet lever gräsänder. Ju närmare samhället man kommer desto mer öppet blir omgivningen kring ån. Suseån håller samma stil även när den rinner genom bland annat Rävinge och Kvibille. Den vanligaste blomman runt Suseån är under våren svalörten, medan det under sommaren växer bland annat nässlor.

## Kemi
Vattnet i Suseån innehåller inga höga halter av fosfor, trots stora områden av jordbruk längs hela vattendraget. Vattnet Suseån innehåller endast 0,1 ppm nitrater. PH-värdet i Suseån ligger på omkring 5 till 5,5. Dricksvattnet i Getinge har ett pH-värde på 7. Proverna är utförda i Getinge och Rävinge.

## Naturreservat
Naturreservatet Suseån är beläget i Slöinge och Asige socknar i Falkenbergs kommun och Getinge socken i Halmstads kommun. Det är 80 hektar stort och går längs 2,5 kilometer av ån. Ån har två huvudgrenar varav denna, den norra, ibland kallas Mostorpsån. Området kan vara svårt att nå till fots men det går utmärkt att glida fram i kanot genom reservatet. Ån har här bildat meanderform. Längs ån finns även betesmark och ekskog. Floran är artrik och mindre hackspett häckar troligen här. Andra fågelarter som uppträder regelbundet är forsärla, kungsfiskare och strömstare. Flera förhistoriska boplatser har funnits inom området.
Ett annat naturreservat längs ån är Suseån-Hult som är ett 12,7 hektar stort område, och består av ett odlingslandskapet med många gamla ekar. 
Vid åns mynning finns naturreservaten Vesslunda och Grimsholmen.

### Intervjuer
- Larsson, Lennart, ordf. Suseåns sänkningsföretag av år 1955, 2006-05-18